# آنکوچاولان
آنکوچاولان (به اسپانیایی: Ancochaullane) یک کوه در پرو است که در Peru, Tacna Region واقع شده‌است. آنکوچاولان ۵٬۳۰۰ متر بالاتر از سطح دریا واقع شده‌است.